# Discestra pallidistigma
Discestra pallidistigma là một loài bướm đêm trong họ Noctuidae.